# Frank Brimsek
Temple de la renommée : 1966
Temple de la renommée américain : 1973
Francis Charles Brimsek (né le 26 septembre 1913 à Eveleth au Minnesota aux États-Unis - mort le 11 novembre 1998) est un gardien de but professionnel de hockey sur glace.

## Biographie

### Carrière en club
Il commence sa carrière dans le championnat universitaire en jouant pour l'Université d'État de Saint Cloud en 1933 puis rejoint les Yellow Jackets de Pittsburgh de l'Eastern Hockey League de 1934 à 1937. Lors de sa première saison, il gagne 14 des 16 matchs qu'il joue. En 1935-1936, il gagne 20 matchs et réalise 8 blanchissages. Sélectionné au sein de l'équipe type de la saison, il rejoint les Reds de Providence de la International American Hockey Ligue deux saisons plus tard.
Pour sa première saison dans la LAH en 1937-1938, son équipe remporte la Coupe Calder et il joue 48 des matchs de la saison avec une moyenne de 1,7 but encaissé par match. Profitant de la blessure de Tiny Thompson, gardien numéro un des Bruins de Boston de la Ligue nationale de hockey, il signe un contrat avec les Bruins le 27 octobre 1938.
Sur ses 43 matchs qu'il joue, il en remporte 33 et est le meilleur gardien au niveau des blanchissages. Il joue également les douze matchs de son équipe lors des séries éliminatoires et remporte la Coupe Stanley. Il remporte également cette saison le titre de meilleure recrue et le trophée Calder allant avec ainsi que le trophée Vézina du meilleur gardien. Il gagne également le surnom de  « Mr. Zero ».
Il remporte une nouvelle fois la Coupe Stanley en 1941 et deux saisons plus tard, il met une pause à sa carrière étant appelé au sein de l'armée pour la Seconde Guerre mondiale. Il revient au jeu en 1945-1946 et le 8 septembre 1949, il est vendu aux Black Hawks de Chicago avec qui il joue sa dernière saison professionnelle.
Il met fin à sa carrière après avoir joué plus de 31 000 minutes de jeu et avoir joué neuf saisons avec au minimum 20 victoires. Il a également réalisé 40 blanchissages au cours de sa carrière dans la LNH et a été sélectionné à plusieurs reprises dans les équipes types des saisons.

### Après-carrière
En 1966, il est admis au Temple de la renommée du hockey. Il est alors le premier joueur américain à y être admis.
En 1973, le temple de la renommée du hockey américain lui fait également l'honneur de l'admettre en son sein, le temple étant situé dans sa ville natale. En 1998, le magazine The Hockey News a réalisé le classement des meilleurs joueurs de hockey de tous les temps et Brimsek y apparaît en tant que 67e joueur. Il meurt quelques mois plus tard, le 11 novembre 1998.
Malgré ses succès et sa carrière avec les Bruins, l'organisation n'a jamais retiré son maillot, le numéro 1, également porté par Thompson et n'a jamais honoré leur numéro. Au Minnesota, un trophée portant son nom est remis au meilleur gardien espoir universitaire.

## Statistiques
| Saison     | Équipe                           | Ligue               |     | Saison régulière | Saison régulière | Saison régulière | Saison régulière | Saison régulière | Saison régulière | Saison régulière | Saison régulière | Saison régulière | Saison régulière |    | Séries éliminatoires | Séries éliminatoires | Séries éliminatoires | Séries éliminatoires | Séries éliminatoires | Séries éliminatoires | Séries éliminatoires | Séries éliminatoires | Séries éliminatoires |
| Saison     | Équipe                           | Ligue               | PJ  | V                | D                | Pr/N             | Min              | BC               | Moy              | % Arr            | Bl               | Pun              | PJ               | V  | D                    | Min                  | BC                   | Moy                  | % Arr                | Bl                   | Pun                  |                      |                      |
| 1933-1934  | Université d'État de Saint Cloud | NCAA                | 11  |                  |                  |                  |                  |                  |                  |                  |                  | 0                |                  |    |                      |                      |                      |                      |                      |                      |                      |                      |                      |
| 1935       | Yellow Jackets de Pittsburgh     | Matchs d'exhibition | 16  | 14               | 2                | 0                | 960              | 39               | 2,44             |                  | 1                | 0                | -                | -  | -                    | -                    | -                    | -                    | -                    | -                    | -                    |                      |                      |
| 1935-1936  | Yellowjackets de Pittsburgh      | EAHL                | 38  | 20               | 16               | 2                | 2 280            | 74               | 1,95             |                  | 8                | 0                | 8                | 4  | 3                    | 480                  | 19                   | 2,36                 |                      | 2                    |                      |                      |                      |
| 1936-1937  | Yellowjackets de Pittsburgh      | EAHL                | 47  | 19               | 23               | 5                | 2 820            | 142              | 3,02             |                  | 3                | 0                | 7                | 5  | 2                    | 515                  | 16                   | 1,86                 |                      | 0                    |                      |                      |                      |
| 1937-1938  | Reds de providence               | IAHL                | 48  | 25               | 16               | 7                | 2 950            | 86               | 1,75             |                  | 5                | 0                | 1                | 0  | 1                    | 93                   | 3                    | 1,94                 |                      | 0                    |                      |                      |                      |
| 1938-1939  | Reds de providence               | IAHL                | 9   | 5                | 2                | 2                | 570              | 18               | 1,89             |                  | 0                | 0                | -                | -  | -                    | -                    | -                    | -                    | -                    | -                    | -                    |                      |                      |
| 1938-1939  | Bruins de Boston                 | LNH                 | 43  | 33               | 9                | 1                | 2 610            | 68               | 1,56             |                  | 10               | 0                | 12               | 8  | 4                    | 864                  | 18                   | 1,25                 |                      | 1                    | 0                    |                      |                      |
| 1939-1940  | Bruins de Boston                 | LNH                 | 48  | 31               | 12               | 5                | 2 950            | 98               | 1,99             |                  | 6                | 0                | 6                | 2  | 4                    | 360                  | 15                   | 2,5                  |                      | 0                    | 0                    |                      |                      |
| 1940-1941  | Bruins de Boston                 | LNH                 | 48  | 27               | 8                | 13               | 3 040            | 102              | 2,01             |                  | 6                | 0                | 11               | 8  | 3                    | 678                  | 23                   | 2,04                 |                      | 1                    | 0                    |                      |                      |
| 1941-1942  | Bruins de Boston                 | LNH                 | 47  | 24               | 17               | 6                | 2 930            | 115              | 2,35             |                  | 3                | 0                | 5                | 2  | 3                    | 307                  | 16                   | 3,13                 |                      | 0                    | 0                    |                      |                      |
| 1942-1943  | Bruins de Boston                 | LNH                 | 50  | 24               | 17               | 9                | 3 000            | 176              | 3,52             |                  | 1                | 0                | 9                | 4  | 5                    | 560                  | 33                   | 3,54                 |                      | 0                    | 0                    |                      |                      |
| 1943-1944  | Coast Guard Cutters              | Matchs d'exhibition | 27  | 19               | 6                | 2                | 1 620            | 83               | 3,07             |                  | 1                | 0                | 5                | 4  | 0                    | 300                  | 4                    | 0,8                  |                      | 1                    |                      |                      |                      |
| 1945-1946  | Bruins de Boston                 | LNH                 | 34  | 16               | 14               | 4                | 2 040            | 111              | 3,26             |                  | 2                | 0                | 10               | 5  | 5                    | 651                  | 29                   | 2,67                 |                      | 0                    | 0                    |                      |                      |
| 1946-1947  | Bruins de Boston                 | LNH                 | 60  | 26               | 23               | 11               | 3 600            | 175              | 2,92             |                  | 3                | 2                | 5                | 1  | 4                    | 342                  | 16                   | 2,8                  |                      | 0                    | 0                    |                      |                      |
| 1947-1948  | Bruins de Boston                 | LNH                 | 60  | 23               | 24               | 13               | 3 600            | 168              | 2,8              |                  | 3                | 0                | 5                | 1  | 4                    | 317                  | 20                   | 3,78                 |                      | 0                    | 0                    |                      |                      |
| 1948-1949  | Bruins de Boston                 | LNH                 | 54  | 26               | 20               | 8                | 3 240            | 147              | 2,72             |                  | 1                | 2                | 5                | 1  | 4                    | 316                  | 16                   | 3,04                 |                      | 0                    | 0                    |                      |                      |
| 1949-1950  | Black Hawks de Chicago           | LNH                 | 70  | 22               | 38               | 10               | 4 200            | 244              | 3,49             |                  | 5                | 2                | -                | -  | -                    | -                    | -                    | -                    | -                    | -                    | -                    |                      |                      |
| Totaux LNH | Totaux LNH                       | Totaux LNH          | 514 | 252              | 182              | 80               | 31 210           | 1 404            | 2,7              |                  | 40               | 6                | 68               | 32 | 36                   | 4 394                | 186                  | 2,54                 |                      | 2                    | 0                    |                      |                      |

## Trophées et honneurs personnels
- Ligue américaine de hockey
  - 1938 - Coupe Calder avec les Reds de Providence
- Ligue nationale de hockey
  - 1939 - Coupe Stanley, trophée Calder et trophée Vézina avec les Bruins de Boston. Il est également sélectionné au sein de la première équipe type de la saison.
  - 1940 - Sélection au sein de la seconde équipe type de la saison.
  - 1941 - Coupe Stanley. Sélectionné au sein de la seconde équipe type de la saison.
  - 1942 - Trophée Vézina. Il est également sélectionné au sein de la première équipe type de la saison.
  - 1943 - Sélectionné au sein de la seconde équipe type de la saison.
  - 1946 - Sélectionné au sein de la seconde équipe type de la saison.
  - 1947 - Sélectionné au sein de la seconde équipe type de la saison.
  - 1948 - Sélectionné au sein de la seconde équipe type de la saison.